# Palais Zenker
Pour les articles homonymes, voir Zenker.
Le palais Zenker est un édifice historique de la ville de Bipindi au Cameroun. 
Le palais est un rappel de l'époque coloniale allemande et de l'héritage des recherches scientifiques de Georg August Zenker.  

## Histoire
Le Palais Zenker a été construit par Georg August Zenker, un biologiste allemand qui a vécu au Cameroun de 1885 à 1914. 
Le Palais Zenker est un palais situé à Bipindi, au Cameroun. Il a été construit par le biologiste allemand Georges August Zenker dans les années 1890.
Zenker a utilisé le palais comme résidence et comme base pour ses recherches scientifiques.
Après la mort de Zenker en 1914, le palais a été abandonné. Il a été utilisé comme caserne par les troupes françaises pendant la Première Guerre mondiale et comme école durant la période coloniale française.
Le palais a été classé monument historique en 1985. Cependant, il a été négligé durant de nombreuses années et est tombé en ruine.

## Description & Architecture
Le palais est un exemple de l'architecture coloniale allemande et est un site touristique populaire.
Le Palais Zenker est un bâtiment à deux étages construit en briques et en béton. Il a un toit en tuiles rouges et est entouré d'un jardin. Le palais est décoré de peintures murales et de sculptures.

## Restauration & Tourisme
Le Palais Zenker est un site touristique populaire. Les visiteurs peuvent visiter le palais et le jardin, et en apprendre davantage sur l'histoire du palais et de Zenker. Le palais est en mauvais état et a besoin de réparations, des plans pour le restaurer et le transformer en un musée.